# Forintos György (szociológus)
Forintosházi Forintos György (Budapest, 1935. február 6. – Budapest, 2005. január 18.) szociológus, magyar szabadságharcos az 1956-os forradalomban. Jogi kar forradalmi bizottság tagja, a MEFESZ vezetője.

## Családja és származása
A régi tekintélyes Zala vármegyei nemesi forintosházi Forintos család sarja. Budapesten született; édesapja forintosházi dr. Forintos György (1902-1958) jogász, igazságügyi minisztérium osztályfőnöke és édesanyja az ősrégi zalai nemesi származású boldogfai Farkas családból való boldogfai Farkas Margit Klementina Erzsébet (1905-1990) úrnő volt. Apai nagyszülei dr. forintosházi Forintos Géza (1868-1954), jogász, minisztériumi tanácsos, zalamihályfai földbirtokos, és Starmeg Paulina (1863-1951) voltak. Anyai nagyszülei dr. boldogfai Farkas István (1875-1921), jogász, a sümegi járás főszolgabírája és persai Persay Erzsébet (1885-1913) asszony voltak. Egyik anyai nagybátyja, boldogfai Farkas Endre (1908–1994), vezérkari őrnagy, kocsordosi földbirtokos, akinek a felesége, a budapesti jómódú nagypolgári Lenz Klára Mária Hermina (1924–2013), gobelinművész, kocsordosi földbirtokos asszony volt; másik két anyai nagybátyja, boldogfai Farkas Gyula (1907–1938), főhadnagy, és boldogfai Farkas István Sándor (1918–1975), főhadnagy volt. Apai nagybátyjai dr. forintosházi Forintos László (1904–1994), zalaszentgróti főszolgabíró; forintosházi Forintos Károly (1900–1994), aki agglegényként hunyt el; dr. forintosházi Forintos Géza (1908–?) perlaki főszolgabíró, valamint apai nagynénje, forintosházi Forintos Mária (1887–1974) asszony, akinek a férje, dr. Takács Jenő (1883–1962), királyi közjegyző volt.

## Életrajz
A Böszörményi út 8-as számú társasházban elhelyezkedett IV. emeleti igen tágas 4 szobás lakásukban élt szüleivel együtt. Gyerekkorában gyakran vadászott apjával, és Forintos Margit (1931-1981) nővérével együtt; gyakoriak voltak a hosszú kirándulások, valamint a mihályfai látogatások is az apai nagyszüleinél. Az kommunizmus bejövetele után családját, a mihályfai földbirtokától, kúriájától és erdejétől fosztotta meg az új rendszer. A Szent Imre Gimnáziumban végezte a középiskolai tanulmányait, és az iskola államosítása után a Petőfi Sándor Gimnáziumban 1953-ban érettségizett. Hamarosan jelentkezett az ELTE Bölcsészettudományi Karára, és a francia szakra fel nem véve átirányították az ELTE Állam- és Jogtudományi Karára, ahol bekapcsolódott a tudományos diákköri munkába, és fél évet spanyol szakon is elvégzett.
Miután kitört a forradalom, 1956. október 23-án részt vett a tüntetésen, jelen volt a Rádió ostrománál. 24-én éjjel a szovjetek ellen harcolva a Kilián laktanyánál megsebesült, november 8-ig a Mária utcai szemészeti klinikán ápolták. Távollétében beválasztották a jogi kar forradalmi bizottságába, majd a Magyar Egyetemisták és Főiskolások Szövetsége vezetőségébe. Novemberben a Csepeli Vas- és Fémművek ifjúsági szervezetének kérésére többször járt a gyárban, emellett orosz nyelvű röpcédulák készítésével és az élelmiszer-ellátás szervezésével foglalkozott.
A MEFESZ december végi országos értekezletén ő képviselte a jogi kart, azonban miután megbukott a forradalom, hamarosan beidézték a rendőrségre, 1957. március 15-én fegyelmi eljárást indítottak ellene, és kizárták az egyetemről. Júniusban letartóztatták, és egy hosszú per során 1958 februárjában négy év börtönbüntetésre ítélték, amit 1958. október 13-án a Legfelsőbb Bíróság három évre csökkentett. Addig édesapja, dr. Forintos György jogász, a licitációval foglalkozott, aközben betegségében meghalt, még mielőtt látta volna fiát szabadon. Végül 1959. április 4-én szabadult.
Mivel nem tudta a tanulmányait folytatni, a Villamos Kismotor- és Gépgyárban anyagmozgató segédmunkásként sikerült elhelyezkednie, és 1962-től éjjeliőr volt egy fatelepen. Rövid idő alatt megtanult lengyelül, és az Országos Fordító Iroda sajtófigyelőjében dolgozott. Befejezte a jogi egyetemet, majd 1975-ben szociológus diplomát szerzett. 1977-től a Felsőoktatási Pedagógiai Kutatóközpont munkatársaként szervezetszociológiai kutatásokat végzett. Aláírta a Charta ’77 csehszlovákiai polgárjogi mozgalom bebörtönzött tagjaival szolidaritást vállaló nyilatkozatot. 1981-től 1988-ig az Oktatáskutató Intézetben dolgozott. Részt vett a Tudományos Dolgozók Demokratikus Szakszervezete (TDDSZ) megalakításában, majd 1988-ban a Történelmi Igazságtétel Bizottság alapító tagja. Később, a rendszerváltás után, 1990-1996 között az Országos Közoktatási Intézet tudományos főmunkatársa és az 1956-os Intézet Közalapítvány felügyelő-bizottsági tagja volt.

## Házassága és gyermekei
1957. február 18-án vette feleségül dr. Bánlaki Sára (Gödöllő, 1936. február 14. –Budapest, 2021. október 30.) jogászt, akinek a szülei Bánlaki Ignác (1904–1976) isaszegi kisiparos és Orbán Ida (1910–1952) voltak. A menyasszonynak az apai nagyszülei Berbuch Ignác és Piló Julianna isaszegi lakosok voltak. Forintos György és Bánlaki Sára frigyéből 2 gyermek született:
- dr. Perczel-Forintos Dóra, tanszékvezető egyetemi docens, klinikai szakpszichológus, pszichoterapeuta.[8] Férje: bonyhádi dr. Perczel András, kémikus, biokémikus, egyetemi tanár.
- forintosházi Forintos Miklós

## Származása
| forintosházi Forintos György (Budapest, 1935. február 6. – Budapest, 2005. január 18.) szociológus, magyar szabadságharcos az 1956-os forradalomban. Jogi kar forradalmi bizottság tagja, a MEFESZ vezetője. | Apja: dr. forintosházi Forintos György Kálmán József (Budapest, 1902. április 21. - Budapest, 1958. január 1.) jogász, igazságügyi minisztérium osztályfőnöke, miniszteri tanácsos | Apai nagyapja: dr. forintosházi Forintos Géza Kálmán Elemér (Mihályfa, Zala vármegye, 1868. június 27. - Mihályfa, 1954. június 12.) jogász, minisztériumi tanácsos, a vármegyei törvényhatósági bizottságnak a tagja, földbirtokos                                               | Apai nagyapai dédapja: forintosházi Forintos Kálmán Gyula (Kisgörbő, 1834. június 13.– Mihályfa, Zala vármegye, 1903. május 21.) jogász, alszolgabíró, földbirtokos, vármegyei bizottsági tag, a "Zala Megyei Gazdasági Egyesület" tagja (Szülei: forintosházi Forintos Károly, táblabíró, földbirtokos, és pósfai Horváth Eleonóra) |
| forintosházi Forintos György (Budapest, 1935. február 6. – Budapest, 2005. január 18.) szociológus, magyar szabadságharcos az 1956-os forradalomban. Jogi kar forradalmi bizottság tagja, a MEFESZ vezetője. | Apja: dr. forintosházi Forintos György Kálmán József (Budapest, 1902. április 21. - Budapest, 1958. január 1.) jogász, igazságügyi minisztérium osztályfőnöke, miniszteri tanácsos | Apai nagyapja: dr. forintosházi Forintos Géza Kálmán Elemér (Mihályfa, Zala vármegye, 1868. június 27. - Mihályfa, 1954. június 12.) jogász, minisztériumi tanácsos, a vármegyei törvényhatósági bizottságnak a tagja, földbirtokos                                               | Apai nagyapai dédanyja: liebingeni Schöen Johanna (*1838–†Mihályfa, 1921. július 6.) (Szülei: Josef Schön von Liebingen, jogász és Johanna Ksandarszky) |
| forintosházi Forintos György (Budapest, 1935. február 6. – Budapest, 2005. január 18.) szociológus, magyar szabadságharcos az 1956-os forradalomban. Jogi kar forradalmi bizottság tagja, a MEFESZ vezetője. | Apja: dr. forintosházi Forintos György Kálmán József (Budapest, 1902. április 21. - Budapest, 1958. január 1.) jogász, igazságügyi minisztérium osztályfőnöke, miniszteri tanácsos | Apai nagyanyja: Starmeg Paulina (*Észak-Komárom, 1863. június 22.– †Mihályfa, 1951. június 12.) | Apai nagyanyai dédapja: Starmeg Károly (*Észak-Komárom, 1817. október 9.– Észak-Komárom, 1890. április 28.) komáromi csizmadia mester |
| forintosházi Forintos György (Budapest, 1935. február 6. – Budapest, 2005. január 18.) szociológus, magyar szabadságharcos az 1956-os forradalomban. Jogi kar forradalmi bizottság tagja, a MEFESZ vezetője. | Apja: dr. forintosházi Forintos György Kálmán József (Budapest, 1902. április 21. - Budapest, 1958. január 1.) jogász, igazságügyi minisztérium osztályfőnöke, miniszteri tanácsos | Apai nagyanyja: Starmeg Paulina (*Észak-Komárom, 1863. június 22.– †Mihályfa, 1951. június 12.) | Apai nagyanyai dédanyja: Schéra Terézia |
| forintosházi Forintos György (Budapest, 1935. február 6. – Budapest, 2005. január 18.) szociológus, magyar szabadságharcos az 1956-os forradalomban. Jogi kar forradalmi bizottság tagja, a MEFESZ vezetője. | Anyja: boldogfai Farkas Margit Klementina Erzsébet (*Nova, Zala vármegye, 1905. június 30. – †Budapest, 1990. december 1.)                                                         | Anyai nagyapja: dr. boldogfai Farkas István Imre (Boldogfa, 1875. július 11. – Budapest, 1921. január 6.) jogász, a Sümegi járás főszolgabírája, Zala vármegye törvényhatósági bizottsági tag, a Sümegvidéki Gazdakör tagja, a II. osztályú Polgári Hadi Érdemkereszt tulajdonosa | Anyai nagyapai dédapja: boldogfai Farkas Ferenc (Boldogfa, 1838. szeptember 15. – Zalaegerszeg, 1908. január 20.) Zala vármegye számvevője, pénzügyi számellenőre, Zala vármegyei bizottsági tag, a zalamegyei gazdakör alapítótagja, a "Zalamegyei Gazdasági egyesület" tagja, az andráshidai önkéntes tűzoltó egylet tagja, a Zalamegyei megyeházai könyvtár őrzője, földbirtokos (Szülei: boldogfai Farkas Ferenc, jogász, Zala vármegyei táblabíró, az 1809.évi nemesi felkelés hadnagya, földbirtokos és kéthelyi Joó Borbála) |
| forintosházi Forintos György (Budapest, 1935. február 6. – Budapest, 2005. január 18.) szociológus, magyar szabadságharcos az 1956-os forradalomban. Jogi kar forradalmi bizottság tagja, a MEFESZ vezetője. | Anyja: boldogfai Farkas Margit Klementina Erzsébet (*Nova, Zala vármegye, 1905. június 30. – †Budapest, 1990. december 1.)                                                         | Anyai nagyapja: dr. boldogfai Farkas István Imre (Boldogfa, 1875. július 11. – Budapest, 1921. január 6.) jogász, a Sümegi járás főszolgabírája, Zala vármegye törvényhatósági bizottsági tag, a Sümegvidéki Gazdakör tagja, a II. osztályú Polgári Hadi Érdemkereszt tulajdonosa | Anyai nagyapai dédanyja: nemesnépi Marton Zsófia (Nemesnép, 1842. augusztus 18. – Andráshida, 1900. április 19.) (Szülei: nemesnépi Marton József, jogász, zalai táblabíró, alszolgabíró, esküdt, földbirtokos és verbói Szluha Rozália) |
| forintosházi Forintos György (Budapest, 1935. február 6. – Budapest, 2005. január 18.) szociológus, magyar szabadságharcos az 1956-os forradalomban. Jogi kar forradalmi bizottság tagja, a MEFESZ vezetője. | Anyja: boldogfai Farkas Margit Klementina Erzsébet (*Nova, Zala vármegye, 1905. június 30. – †Budapest, 1990. december 1.)                                                         | Anyai nagyanyja: persai Persay Erzsébet Julianna (Nemesvid, 1885. július 26. – Sümeg, 1913. április 23.), a "Tulipán-Szövetség Magyar Védőegyesület" novai fiókjának a választmányi tagja                                                                                         | Anyai nagyanyai dédapja: persai Persay Gyula (Áporka, 1855. március 14.– Nova, 1924. november 24.) novai gyógyszerész, Zala vármegyei bizottsági tag, novai földbirtokos, a "Nova és Vidéke Takarékpénztár Részvénytársaság" vezérigazgatója, a Függetlenségi és Negyvennyolcas Párt novai fiókjának a vezetője, a "Tulipán-Szövetség Magyar Védőegyesület" novai fióknak a társelnöke (Szülei: persai Persay János, áporkai földbirtokos és tornóczi Szalay Terézia)                                                               |
| forintosházi Forintos György (Budapest, 1935. február 6. – Budapest, 2005. január 18.) szociológus, magyar szabadságharcos az 1956-os forradalomban. Jogi kar forradalmi bizottság tagja, a MEFESZ vezetője. | Anyja: boldogfai Farkas Margit Klementina Erzsébet (*Nova, Zala vármegye, 1905. június 30. – †Budapest, 1990. december 1.)                                                         | Anyai nagyanyja: persai Persay Erzsébet Julianna (Nemesvid, 1885. július 26. – Sümeg, 1913. április 23.), a "Tulipán-Szövetség Magyar Védőegyesület" novai fiókjának a választmányi tagja                                                                                         | Anyai nagyanyai dédanyja: nemeskéri Kiss Erzsébet Mária Klementina Alojzia (Marcali, 1867. március 14.– Nemesvid, 1888. március 1.) (Szülei: nemeskéri Kiss István, gyógyszerész, marcali és nemesvidi gyógyszertár tulajdonos és duliczi Duliczky Franciska) |